# Esplorazione rettale

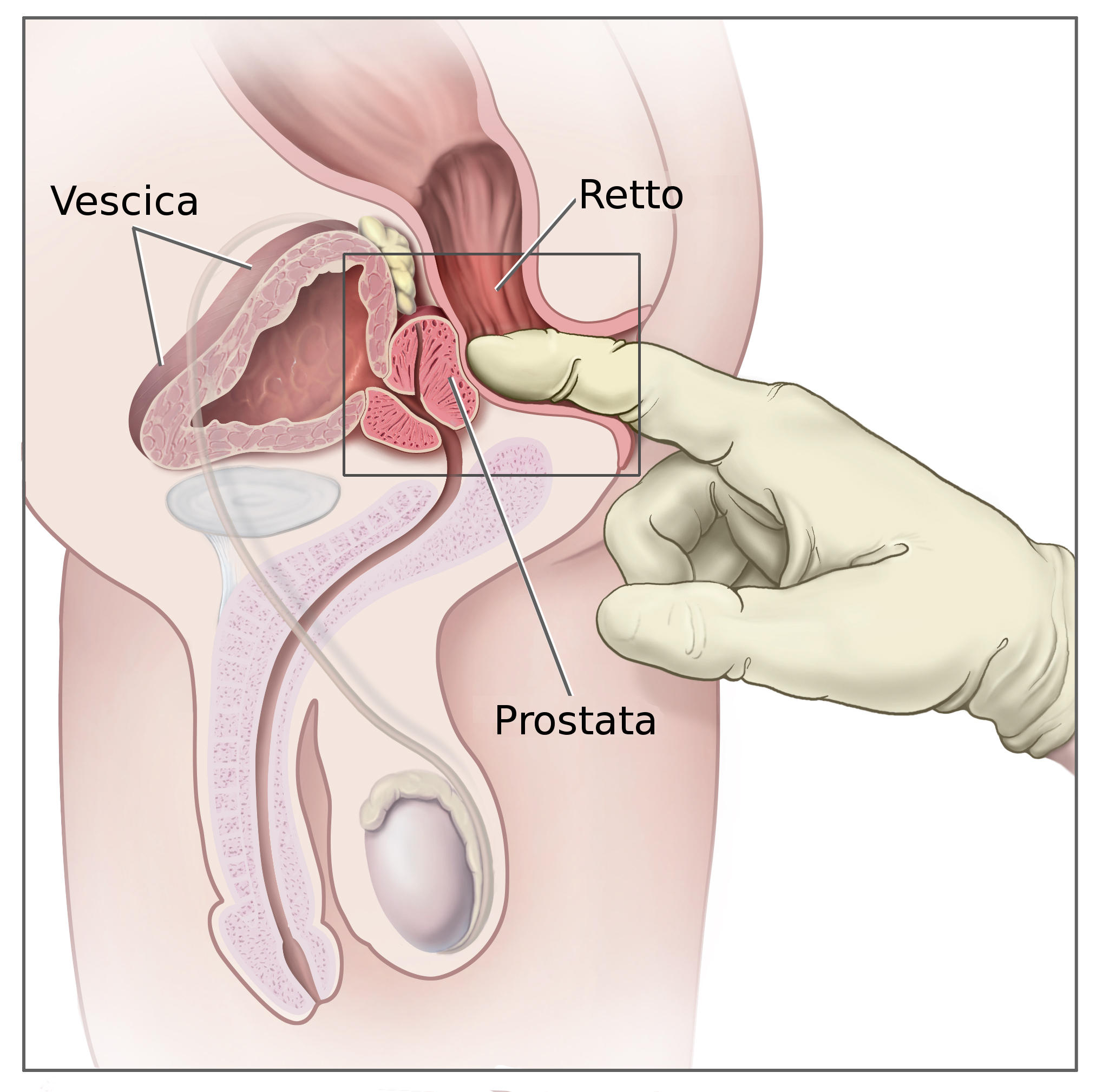
Esplorazione rettale in paziente maschile

Un'esplorazione rettale è un esame interno del retto effettuata da un medico o da un infermiere. L'esplorazione rettale digitale (ERD o DRE in inglese) è la procedura più semplice.

## Descrizione
Il paziente viene messo in una posizione in cui l'ano sia accessibile e rilassato, in decubito laterale sinistro (posizione di SIMS, o ginecologica o genupettorale). Il medico indossa un guanto, esegue un "appoggio di confidenza" per evitare la contrazione riflessa dello sfintere anale esterno e successivamente inserisce il dito indice, ben lubrificato, attraverso l'ano, valutando così la mucosa del canale anale e la competenza contrattile del muscolo sfintere interno e pubo-rettale in risposta a stimoli riflessi (colpo di tosse o stimolazione puntiforme della mucosa perianale) o a richiesta (ponzamento).

## Ispezione
Dopo aver aperto l'orifizio anale ad una prima ispezione sarà possibile visualizzare:
1. perdita di feci
2. ano beante
3. cicatrici/escoriazioni
4. ragadi
5. tramiti fistolosi esterni
6. spasmi riflessi dello sfintere
7. prolasso di base o sotto stimolo
8. emorroidi

## Palpazione
All'esplorazione digitale sarà possibile apprezzare:
1. difetti dello sfintere (muscolatura circolare dell'apparato sfinteriale)
2. stenosi anali
3. patologia prostatica
4. rettocele anteriore (cedimento della parete vaginale)
5. sanguinamento
6. forza di contrazione dello sfintere

Invitando inoltre il paziente ad effettuare una manovra di ponzamento (strain) è possibile verificare l'adeguato rilassamento del muscolo puborettale, l'eventuale prolasso e la sua entità.

## Scopo
Questo esame può essere usato:
- per la diagnosi delle appendiciti (un dolore acuto al premere del medico di un certo punto può indicare appendiciti acute);
- per la diagnosi del tumore nel retto;
- per valutare la tonicità dello sfintere anale;
- nei maschi, per la diagnosi del tumore alla prostata, soprattutto dell'ipertrofia prostatica benigna e del carcinoma;
- nelle femmine, per la palpazione ginecologica degli organi interni
- per la diagnosi e/o rottura dei fecalomi